# Telmatoscopus tanegashimensis
Telmatoscopus tanegashimensis är en tvåvingeart som beskrevs av Jezek och Mogi 1995. Telmatoscopus tanegashimensis ingår i släktet Telmatoscopus och familjen fjärilsmyggor. Inga underarter finns listade i Catalogue of Life.